# 日比賢一郎
日比 賢一郎(ひび けんいちろう)は日本の実業家。現在は Sony Latin America 社長 (ソニーのラテンアメリカ地域代表)。高崎経済大学経済学部卒業。

## 人物
大学時代から極真会の空手を続け、大学のクラブでは飽きたらずに町の道場荒らしもしたという猛者。2005年ソニーCIS（ロシアおよび旧ソ連圏を商圏とする販売会社）社長(MD)就任。モスクワは2度目の赴任。2006年最初の赴任時には夢に終わった「年間売上高1ビリオンドル」を達成。　ソニー株式会社に入社して23年になるが、19年間を海外駐在。”ソニー”は本当に死んでしまったかと題するダイヤモンド社の記事のなかで、インドでのソニーの家電事業が殊更好調で注目されるのも、日比社長の手腕によるところが大きい。

## 経歴
- 1989年 ソニー入社
  - メキシコシティ、モスクワ、マイアミへの赴任を経験
- 2003年 本社(東京都港区)ビデオ事業部　
  - 設計3部担当部長、本社テレビ事業本部、マーケティング部LCD-TV担当部長を歴任
- 2005年 ソニーCIS(ロシアおよび旧ソ連圏を商圏とする販売会社)社長(MD)就任
- 2012年7月 ソニー・インディアの社長（MD）に就任[5][6]
- 2018年 ソニー・ブラジルの社長(presidente)に就任[7]
- 2021年10月 ソニーラテンアメリカの社長  (President) に就任、ソニーラテンアメリカ代表